# Digimon Adventure
Digimon Adventure (デジモンアドベンチャー Dejimon Adobenchā, n.đ. 'Cuộc phiêu lưu của Digimon') là một bộ phim anime truyền hình Nhật Bản được tạo ra bởi Hongo Akiyoshi và sản xuất bởi Toei Animation trong sự đồng điều hành của Bandai và Fuji Television. Phim là phần đầu tiên của loạt anime Digimon được phát sóng tại Nhật Bản từ ngày 7 tháng 3 năm 1999 đến ngày 26 tháng 3 năm 2000 với 54 tập phim. Nội dung phim kể về chuyến phiêu lưu của Yagami Taichi và sáu cô cậu bé khác được chọn đến Thế giới Kĩ thuật số và chống lại các quái thú gây hại thế giới này, sau lần trở về thế giới thực, em gái của Taichi là Hikari cũng được chọn và cùng bảo vệ sự an toàn của hai thế giới. Ca khúc chủ đề mở đầu là Butter-Fly do Wada Kouji trình bày. Hai ca khúc kết thúc do Maeda Ai trình bày là I wish trong 26 tập đầu và keep on trong 28 tập sau. Các ca khúc lồng trong là brave heart do Miyazaki Ayumi trình bày, Seven cũng do Wada Kouji trình bày và Yūki o Tsubasa ni Shite (勇気を翼にして) do nhân vật chính Taichi trình bày với giọng lồng tiếng từ seiyuu Fujita Toshiko.
Ngày 21 tháng 1 năm 2020, Toei Animation thông báo tiến hành sản xuất một series anime mới là bản làm lại của Digimon Adventure dài 67 tập, được phát sóng vào ngày 5 tháng 4 cùng năm và kết thúc vào ngày 26 tháng 9 năm 2021 cũng trên Fuji TV.
Tại Việt Nam, Digimon Adventure được biết đến với tên gọi Cuộc phiêu lưu của các con thú thông qua bản thuyết minh được phát sóng trên Đài truyền hình 
Long An (LA34) vào đầu thập niên 2000 cùng với phần tiếp theo là Digimon Adventure 02. Series này được phát sóng dưới dạng lồng tiếng trên SEE TV từ ngày 10 tháng 11 năm 2016 đến ngày 13 tháng 2 năm 2017 với tên gọi Digimon phiêu lưu ký.

## Nội dung
Ngày 1 tháng 8 năm 1999, Taichi cùng Yamato, Sora, Kōshirō, Mimi, Takeru và Jō cùng nhặt được Digivice khi đi cắm trại đều bị cuốn vào Thế giới kỹ thuật số. Tại đó, cả nhóm gặp những Digmon đã chỡ sẵn để đồng hành cùng họ. Khi gặp nguy hiểm, Digivice của nhóm Taichi phát huy tác dụng giúp những Digimon tiến hóa lên thể cao hơn và mạnh hơn để chống lại kẻ thù. Cả nhóm tìm cách để trở về thế giới thực và rồi dần nhận ra mình là những đứa trẻ được chọn để bảo vệ thế giới kỹ thuật số.
Nhóm Taichi sau khi lên đỉnh núi thì phát hiện mình ở trên đảo File tách biệt với đất liền, đồng thời phải đối đầu với Devimon trên hòn đảo này. Sau khi Devimon bị tiêu diệt, những đứa trẻ được chọn có thể kết nối được với Gennai, ông bảo nhóm bạn rời đảo đến lục địa Server để tìm thứ giúp cho Digimon của họ tiến hóa lên cấp cao hơn gọi là Huy chương. Đến lục địa Server, nhóm Taichi vừa tìm kiếm huy chương của mình vừa nhiều lần phải đối đầu với Etemon. Sau một lần tiến hóa sai mục đích, Taichi kích hoạt sức mạnh huy chương của mình giúp Agumon siêu tiến hóa để đánh bại Etemon.
Vamdemon sai PicoDevimon xẻ nhóm Taichi nhằm ngăn cản những đứa trẻ được chọn còn lại sử dụng sức mạnh từ huy chương, nhưng Taichi nhanh chóng quy tụ lại cả nhóm rồi đối đầu trực tiếp với Vamdemon. Gennai tập họp cả nhóm lại và yêu cầu tất cả bám theo Vamdemon trở về thế giới thực để tìm kiếm đứa trẻ được chọn thứ tám, cả nhóm vừa tìm vừa đối đầu với Digimon thủ hạ của Vamdemon ở Tokyo. Sau hai ngày tìm kiếm, Taichi bất ngờ biết được đứa trẻ được chọn mà cả nhóm đang tìm là em gái mình, Hikari. Sau khi nhận ra bản thân mình là Digimon của Hikari nên Tailmon, thuộc hạ của Vamdemon, quay lưng chống lại hắn. Wizarmon đỡ đòn của Vamdemon chết thay cho Hikari khiến cô kích hoạt sức mạnh huy chương của mình giúp Tailmon siêu tiến hóa để tiêu diệt hắn. Sau đó Vamdemon hồi sinh lên cấp cao hơn nên Agumon và Gabumon tiến hóa vượt cấp để tiêu diệt hắn hoàn toàn.
VenomVamdemon bị tiệu diệt, bầu trời xuất hiện các vết nứt có thể thấy rõ Thế giới kỹ thuật số, nên những đứa trẻ được chọn phải quay trở lại đó. Nhóm Taichi phải đối đầu bộ tứ Dark Masters là những kẻ đã gây ra sữ rối loạn của thế giới số. Sau khi đánh bại MetalSeadramon và trong khi chiến đấu với Pinochimon, nhờ một Digimon vô hình, được cho là Homeostasis, qua thân xác của Hikari, nhóm Taichi đã biết rõ lý do nhóm bạn trở thành những đứa trẻ được chọn từ sự kiện ở Hikarigaoka vào bốn năm trước để đảm nhận trọng trách bảo vệ và giữ cân bằng giữa thế giới thực và Thế gới kỹ thuật số. Sau đó, nhóm Taichi tiếp tục đánh bại các Dark Master còn lại lần lượt là Pinochimon, Mugendramon và Piemon. Sau khi Dark Master cuối cùng bị tiệu diệt, Taichi và các bạn đối đầu với kẻ mang dã tâm hủy diệt cả hai thế giới, Apocalymon. Apocalymon phả hủy toàn bộ huy chương của nhóm Taichi nhưng nhóm bản sử dụng sức mạnh của huy trương trong lòng mội người để tiêu diệt hắn và khống chế sức hạnh hủy diệt của hắn. Thế giới kỹ thuật số được hồi sinh, nhóm Taichi phải rời bỏ các Digimon đồng hành của mình mà trở về thế giới thực.

### Digimon Adventure (phim)
Phim lấy bối cảnh 4 năm trước sự kiện trong Digimon Adventure tại Hikarigaoka, Nerima, Tokyo vào năm 1995. Đây là lần đầu tiên Taichi và Hikari thấy Digimon. Câu chuyện bắt đầu vào một đêm, Hikari lấy được quả trứng từ màn hình máy tính của nhà mình. Sáng hôm sau, cuộc sống hai anh em Taichi và Hikari đều bị xáo trộn khi quả trứng nở ra Botamon rồi tiến hóa lên Koromon. Tối hôm đó, Koromon tiến hóa lên Agumon và đưa Hikari đến trung tâm Hikarigaoka và đối đầu với Parrotmon. Agumon sau đó tiến hóa lên Greymon chiến đấu với Parrotmon trước sự chứng kiến của bọn trẻ sống ở xung quanh. Cuối cùng, Greymon đánh bại Parrotmon và cả hai cùng biến mất ngay trong đêm.

### Digimon Adventure: Bokura no War Game!
Phim được lấy bối cảnh vài tháng sau trận chiến cuối cùng với Apocalymon. Kōshirō phát hiện một Digimon vừa nở ra từ trứng Digi là Kuramon vừa xâm nhập vào hệ thống mạng. Sau một thời gian ngắn, nó đã tiến hóa thành Keramon và ăn dần các dữ liệu ở đó. Không còn cách nào khác. Taichi và Kōshirō cùng Agumon và Tentomon phải tiến hóa và chiến đấu trực tuyến với Keramon. Tuy nhiên, nó dần tiến hóa lần lượt lên thể Hoàn hảo và Cùng cực nên Taichi kêu gọi nhóm bạn hỗ trợ nhưng chỉ có Yamato và Takeru đến giúp. Agumon và Gabumon lúc ấy tiến hóa vượt cấp thành WarGreymon và MetalGarurumon chiến đấu với Diaboromon nhưng lại bị hắn đánh bại nhanh chóng và kích hoạt tên lửa hạt nhân ở thế giới thực. Lát sau, Taichi và Yamato vào thế giới số cùng chiến đấu với WarGreymon và MetalGarurumon dù cả hai đã tàn tạ. Nhờ sức mạnh của những người xem trực tuyến trận chiến, WarGreymon và MetalGarurumon hợp thể thành Omegamon và tiêu diệt Diaboromon. Còn tên lửa do hắn phóng thì rơi xuống vịnh Tokyo nhưng may mắn là nó đã không phát nổ.

## Sản xuất

### Nhân viên tiếng Anh Bắc Mỹ
- Wendee Lee - Đạo diễn lồng tiếng
- Michael Sorich - Đạo diễn lồng tiếng
- David Walsh - Đạo diễn lồng tiếng
- Shuki Levy - Biên soạn

### Phân vai lồng tiếng
| Nhân vật        | Diễn viên lồng tiếng Nhật | Diễn viên lồng tiếng Anh |
| --------------- | ------------------------- | ------------------------ |
| Yagami Taichi   | Fujita Toshiko            | Joshua Seth              |
| Ishida Yamato   | Kazama Youto              | Michael Reisz            |
| Takenouchi Sora | Mizutani Yuko             | Colleen O'Shaughnessey   |
| Izumi Kōshirō   | Tenjin Umi                | Mona Marshall            |
| Tachikawa Mimi  | Maeda Ai                  | Philece Sampler          |
| Kido Jō         | Kikuchi Masami            | Michael Lindsay          |
| Takaishi Takeru | Konishi Hiroko            | Wendee Lee               |
| Yagami Hikari   | Araki Kae                 | Lara Jill Miller         |
| Agumon          | Sakamoto Chika            | Tom Fahn                 |
| Gabumon         | Yamaguchi Mayumi          | Kirk Thornton            |
| Piyomon         | Shigematsu Atori          | Tifanie Christun         |
| Tentomon        | Sakurai Takahiro          | Jeff Nimoy               |
| Palmon          | Mizowaki Shihomi          | Anna Garduno             |
| Gomamon         | Takeuchi Junko            | R. Martin Klein          |
| Patamon         | Matsumoto Miwa            | Laura Summer             |
| Tailmon         | Tokumitsu Yuka            | Edie Mirman              |